# Jean-Étienne Marie
Jean-Étienne Marie   (Pont-l'Évêque, 22 de novembre de 1917 - Niça, 25 de desembre de 1989) fou un compositor francès de música contemporània.

## Biografia
Estudia a l'Escola Superior de Comerç de Ruan i en 1940-1941 és nomenat Secretari de la Cambra de Comercio de Pau. Aquest mateix any comença a estudiar Teologia (1946-1949).
Es dedica a la música després de la Segona Guerra Mundial, i ingressa en el Conservatori de París. Treballa amb Olivier Messiaen i Darius Milhaud. En 1947, funda el «Cercle Culturel du Conservatoire», que donarà un cicle de 10 concerts de Música Contemporània a la Sorbona. Més tard, va treballar en l'ORTF (Radiodifusió francesa), com a especialista en retransmissions i sonoritzacions de Festivals de música contemporània (Royan, SMIP...). En 1953, va obtenir el «Prix d'Académie» per la seva obra "Musique Vivante".
Va organitzar a la «Schola Cantorum» el primer «Curs de Musique Expérimentale», on va formar a diversos joves músics francesos, com Fernand Vandenbogaerde, Pascal Bolbach i Daniel Raguin. Entre els temes d'aquest curs figuren les relacions entre la música i la matemàtica, l'acústica arquitectònica, la "microtonalidad", amb especial èmfasi en l'obra teòrica i musical de Julián Carrillo, diversos de que els seus pianos "microtonals" va instal·lar en aquesta escola parisenca.
Els seus coneixements sobre Carrillo van atreure a les seves classes a diversos músics mexicans, entre els quals figuren Alicia Urreta, Mario Lavista, Federico Ibarra, Francisco Núñez, Hèctor Quintanar, qui el va portar a Mèxic com a professor al Conservatori, i Julio Estrada, el seu alumne en la "Schola Cantorum" entre 1967-1969, qui al seu torn el va acollir com a professor convidat a l'Escola Nacional de Música, UNAM.
El 1968 va fundar a París el «Centre International de Recherche Musicale» (CIRM) i més tard, en Orléans, les «Semaines de Musique Contemporaine».
Entre 1970 i 1975, va ensenyar a la Universitat de Paris VIII, on coincideix amb el musicòleg Daniel Charles, expert en l'indeterminisme i al costat de qui contribueix a crear una formació més oberta a les noves idees musicals.
El 1976 i 1977 va realitzar la seva tesi universitària i en 1978 es va doctorar en Lletres i Ciències Humanes. Aquest mateix any, 1978, va implantar a Niça el CIRM, i un any més tard, el 1979, va crear el Festival MANCA («Musiques Actuelles Nice Côte-d'Azur»). En 1985 va ser nomenat «Officier des Arts et Lettres» i un any més tard, va rebre la Medalla d'Or de la ciutat de Niça.
Va fundar el MITT («Micro Intervalles, Teoria et Technologie»), amb el qual va realitzar gires de concerts (Ruan, Saragossa, Nuremberg, Bourges, Alacant...) .. El 1988 va ser convidat d'honor al Festival de Música Contemporània de Darmstadt.
Entre els anys 1954 i 1982 va realitzar missions per als Serveis Culturals de l'Ministeri d'Afers Exteriors: Espanya (1954, 1964, 1973 i 1982), Escandinàvia (1955), el Líban (1965), Finlàndia (1965), Iugoslàvia (1966), Mèxic (1966, 1968 i 1981), Grècia (1972) i USA (1981).

## Música
Les seves primeres obres s'agrupen en tres línies compositives: música "microtonal"; música per a instruments (o orquestra) amb cinta magnètica; investigacions audiovisuals. A partir de 1965 el compositor s'orientés cap a una formalització matemàtica en els mateixos tres camps d'investigació.
La seva tècnica compositiva desenvolupa una reflexió sobre la percepció del "temps musical", no com un temps lineal de naturalesa espacial, sinó com un temps format per temps autònoms, aïllats, en els quals l'organització produirà la fondària de l'obra.